# Genanntname
Ein Genanntname, auch Vulgoname, ist ein Name, bei dem der Hausname aufgrund der Bindung an einen Bauernhof oder seltener ein Haus den wirklichen Namen einer Person überlagerte oder ihm beigefügt wurde. Die „Genannt-Namen“ stammen zum Teil aus der Zeit, als die Familiennamen eingeführt wurden (spätes Mittelalter). Bei späteren Namensbildungen dieser Art bezog sich der „Genannt-Teil“ oft auf den Besitz, oder die Namen entstanden infolge einer Adoption, wobei sich der „Genannt-Teil“ auf den Namen des Adoptivvaters oder gegebenenfalls der Adoptivmutter bezog. Ursprünglich galten sie für eine Einzelperson, später für die ganze Familie.

## Gesellschaftlicher Umgang mit Genanntnamen
Beispiel:
- Eine „Elisabeth von Panostein gen. Watte“ wäre auf allen behördlichen Schriftstücken mit allen vier Namenswörtern zu schreiben.

1. Briefanschrift: Frau Elisabeth von Panostein gen. Watte
2. Briefanrede: Sehr geehrte Frau von Panostein gen. Watte
3. Karteiname: von Panostein gen. Watte (unter „P“)

- In nicht-behördlichem Umgang werden allerdings in der Regel gekürzte Formen des Namens verwendet

1. Briefanrede: Sehr geehrte Frau von Watte
2. Anrede: Frau von Watte
3. Fremdvorstellung: Frau von Watte
4. Selbstvorstellung: Watte
5. Gästeliste: Frau von Panostein gen. Watte

Im Allgemeinen werden Träger von Genanntnamen meist mit dem Genannt-Teil als „von Watte“, viel seltener als „von Panostein“ angeredet. Das Prädikat „genannt“ sagte ursprünglich aus, dass der Namensträger wirklich so genannt werden sollte bzw. wollte. Bei der Anwendung solcher Namen ist es nicht unüblich, dass man den Namensträger fragt, wie er seinen Namen führt.

## Genanntteil wird neuer Familienname
Oftmals wurde der Genanntteil zum neuen, alleinigen Familiennamen, so erhielt Johannes Welcker (1430–1513), Magister artium und Buchdrucker in Basel, nach seiner Geburtsstadt Amorbach den Genanntnamen „Amerbach“. Der Sohn von Johannes Welcker gen. Amerbach war der Humanist Bonifacius Amerbach (1495–1562), dessen Sohn wiederum war der Jurist und Kunstsammler Basilius Amerbach (1533–1591).
Das im 13. Jahrhundert nach seinem Stammsitz als de Vitighoven (später von Vietinghoff bzw. Vittinghoff) benannte westfälische Ministerialengeschlecht erhielt spätestens im 15. Jahrhundert den Beinamen genannt Schell (oder Scheel), wobei die meisten Linien der weitverzweigten Familie gewöhnlich den Herkunftsnamen verwenden, eine sich aber bis heute von Schell nennt.
Bei der adligen Familie Kn(a)ut(h), die kein Adelsprädikat führte, wurde einer der Namenszusätze dictus, dicti, vero, qui et vor Knut/Knaut als Geschlechts- und nicht als Herkunftsname geführt, zum Beispiel Timone dictis Knut 1255. Die Schreibweise für einen Ort wurde folgend geschrieben Heynricus Knut dictus de zchidingen.

## Hauptnamenteil ist tatsächlicher Genanntnamenteil
Es gab aber auch den Fall, dass bei einer Adoption der ursprüngliche Name als der Genanntnamenteil gelten sollte, der Adoptionsname aber so dominant war, dass dieser im gesellschaftlichen Umgang nicht nur der „tatsächliche Genanntname“, sondern schließlich einzig der neue Familienname wurde:
Johann Friedrich Hilchen (* 1708; † 1781) heiratete 1744 eine Tochter des Jacob Sigismund Freiherr Waitz von Eschen und erhielt am 17. April 1768 in Wien den Reichsadelsstand. Sein Schwiegervater Baron Waitz nahm ihn am 18. Dezember desselben Jahres per Familienvertrag an Kindes statt an, mit der Verpflichtung, für sich und seine Nachkommen den Namen „Freiherr Waitz von Eschen gen. Hilchen“ zu führen. Die Enkel und Nachkommen ließen den Zusatz „gen. Hilchen“ weg.
Weitere Beispiele sind die Grafen von Zech, sonst von Burkersroda genannt (die im Alltagsgebrauch den Doppelnamen Zech-Burkersroda verwenden), die Freiherren von Gleichen gen. von Rußwurm (meist als Doppelname Gleichen-Rußwurm), die Freiherren von Mauchenheim genannt Bechtolsheim (die den Namen Bechtolsheim verwenden), die Freiherren von Müffling genannt Weiß (die den Namen Müffling verwenden).

## Genanntname wird Doppelname
Genanntnamen wurden später auch in Doppelnamen umgewandelt: Wilhelm von Esbeck erhielt 1867 vom preußischen König eine Namensvereinigung mit den rügenschen von Platen als „von Esbeck gen. von Platen“. 1904 wurde der Name offiziell in „von Esbeck-Platen“ geändert.

## „Genannt“ wird „von“
Ursprünglich wurde das „genannt von“ als Herkunftsbezeichnung des Adels verwendet, so Echardus miles dictus de Heseler 1275 (Eckehard Ritter genannt (von dem Ort) Heßler). Später verlor sich das „genannt“ und es blieb nur noch das „von Heßler“.
Es kam vor, dass bei Nobilitierungen der Bestandteil „genannt“ (allmählich) in ein „von“ umgewandelt wurde: der braunschweig-lüneburgische Kanzler Johann Helwig Sinolt gen. Schüz erhielt 1674 den Reichsadelsstand. Die Führung des Adelsnamens „Synold von Schüz“ wurde im Fürstentum Anhalt-Köthen und im Königreich Preußen nicht beanstandet und ist heute der offizielle Name der Familie.

## Genanntname als Hofadresse
Der Genanntname hatte bei agrarwirtschaftlichen Familien mit Hofbesitz sowohl die Funktion einer Adresse wie auch die Funktion eines Familiennamens. Er steht in der Tradition der von-und-zu-Namen des Adels, in denen ursprünglich erworbene Ansitze die Stammsitze im Namen verdrängen (Neuerwerbungen wie Nebenlinien).
Ein Genanntname ist in Kirchenbüchern oder anderen Dokumenten zu erkennen an Zusätzen wie: vulgo, modo, vel, alias, oder, gen., an, auf, zu und ähnlichen, regional unterschiedlichen Formulierungen. In manchen Regionen war die Bindung des Namens an den Hof so total, dass der wirkliche Name eines Bauern völlig dahinter zurücktrat und verlorenging, ohne dass dies in Kirchenbüchern oder anderen Dokumenten mit einem der Zusätze dokumentiert ist.
Im Rheinland endete diese Sitte 1798 mit Einführung der Personenstandsregister durch die Franzosen. Hier durfte nur noch der Name geführt werden, der bei der Geburt ins Kirchenbuch eingetragen worden war. In Preußen galt dies ab 1816. In den Alpenländern ist die Sitte aber bis heute verbreitet, der Hofname wird beispielsweise in Österreich bis heute in den Telefonbüchern auf Wunsch vermerkt und teils amtlich verzeichnet, und ist im örtlichen Bekanntenkreis oft die primäre Anrede.
Bei temporären Pachtverhältnissen konnte es sogar vorkommen, dass eine Person mehrere Genanntnamen trug.
Beispiel
Bauer Müller hat einen Sohn Johann. Bauer Müller übernimmt den Schmelzerhof und damit für sich und seinen Sohn den Namen Schmelzer. Nach zwölf Jahren übernimmt er den Barmannshof, womit sein Name von Schmelzer zu Barmann wechselt. Sein Sohn heiratet die Tochter vom Windmannshof und heißt nun Windmann.
Sohn Johann trug damit im Lauf seines Lebens vier verschiedene Namen:
- Johann Müller (bei der Geburt)
- Johann Schmelzer (im Kommunikantenverzeichnis)
- Johann Barmann (bei der Hochzeit)
- Johann Windmann (bei der Taufe seiner Kinder)

Wer seinen Familiennamen auf einen Hof mit Genanntnamen zurückführt, ist daher nicht zwangsläufig mit Trägern des gleichen Namens verwandt. Sie verbindet nicht die Abstammung, sondern lediglich der (frühere) Wohnsitz.
Neben der Bauernschaft findet sich die Sitte verbreitet auch bei Wirtsleuten, die nach ihrem Gasthof heißen, so war Andreas Hofer zu seiner Zeit als „der Sandwirt zu Passeier“ bekannt.

## Genanntname bei unehelichen Kindern
Gelegentlich sind Genanntnamen auch bei unehelichen Geburten oder als Beiname bei häufigen Familiennamen zur Unterscheidung innerhalb der dörflichen oder städtischen Gemeinschaft zu finden. Im Königreich Hannover bekamen im 19. Jh. uneheliche Kinder einen Familiennamen nach dem Muster „Muttername gen. Vatername“. Die Namen verschwanden, weil dieser Praxis nicht mehr gefolgt wurde, denn Frauen konnten die genannt-Namen mit der Heirat aufgeben und Männer sie offiziell ändern lassen.

## Genanntname in Verbindung mit Mutation eines Vornamens in einen neuen Nachnamen
Gelegentlich sind Genanntnamen auch bei Berufsbezeichnungen zu finden. Ein Beispiel ist das des stadtbekannten Baders Jecklin Swend, welcher in einer Urkunde von der Stadt Lahr/Schwarzwald 1464 wie folgt referenziert wird: „Jecklin swend genant bader Jecklin und seine Gemahlin barbel tun kund,...“. In späteren Urkunden wird dann die frühere Familie Swend nunmehr mit dem neuen Nachnamen Ecklin geführt, wobei also der Vorname somit in den Nachnamen mutiert ist.

## Genanntnamen in Westfalen
In Westfalen sind die Genanntnamen 1822 durch besondere rechtliche Vorschriften geregelt worden. Während in anderen Regionen der Genanntname beim Versteinerungsdatum festgeschrieben wurde, durfte er in Westfalen vom direkten Erben als Familienname mit dem Zusatz genannt (abgekürzt: gt., gnt. oder gen.) weiter geführt werden.
- Beispiel: Schmoll genannt Eisenwerth.